# EpiKnet
EpiKnet est un réseau Internet Relay Chat (IRC) francophone.
Principal réseau francophone généraliste, il a servi à l'élaboration d'un corpus du français utilisé sur IRC, ainsi que d'une analyse sur les marques modales comme les interjections ou les émoticônes, à l'aune de la sémiotique et de la pragmatique.

## Histoire d'EpiKnet
Le réseau EpiKnet est né le 25 juillet 2000, date à laquelle a été réservé le nom de domaine « epiknet.org ».
Les quatre fondateurs ont pour pseudonymes MEAT, ^SeB^, [PyRaMiD] et Trankill.

## Canaux IRC
EpiKnet propose une liste de salons officiels qui couvrent la plupart des grands thèmes de discussion.
Il y a aussi des salons privés plus spécifiques qui sont parfois listés dans les salons « coups de cœur », en fonction de leur popularité et de leur intérêt thématique.